# Crossogyna undulifolia
Crossogyna undulifolia là một loài Rêu trong họ Jungermanniaceae. Loài này được (Nees) Schljakov mô tả khoa học đầu tiên năm 1975.